# نشوز
نشوز اصطلاحی در فقه و حقوق اسلامی به معنی تمکین نکردن، نافرمانی و عدم ایفاء وظایف زناشویی از سوی یکی از زوجین است. اگرچه معمولاً نشوز فقط به نافرمانی زن از طریق عدم تمکین به شوهر اشاره دارد اما نافرمانی شوهر نیز در نوشته‌های فقهی نشوز نامیده می‌شود هرچند اصطلاح تمکین در مورد شوهر استفاده نمی‌شود. هنگامی هم که این وظیفه‌ناشناسی دوجانبه باشد آن را شقاق می‌نامند.
تمکین یکی از تکالیف زن در برابر شوهر به شمار می‌رود که به دو نوع «تمکین خاص» و «تمکین عام» تقسیم می‌شود. تمکین خاص به برآوردن درخواست‌های جنسی شوهر و تمکین عام به انجام وظایف خانوادگی، اطاعت از شوهر و پذیرفتن ریاست شوهر بر خانواده است. وظیفهٔ تمکین عام ایجاب می‌کند که زن نظرات مرد در مورد تربیت فرزندان، امور خانوادگی، و کارها و روابط اجتماعی خود را بپذیرد و از آن اطاعت کند.

## حقوق زن و شوهر بر یکدیگر
روح‌الله خمینی در تحریرالوسیله در مورد تکالیف زن نسبت به شوهر می‌نویسد: «از جمله حقوق شوهر بر گردن زن این است که او را اطاعت کند و از فرمان او سرنتابد و بدون اذن او از خانه‌اش بیرون نرود هر چند بدیدن خویشاوندانش و حتی عیادت پدرش یا مجلس ختم او باشد، بلکه در حدیث آمده که او در مقابل شوهرش هیچ اختیاری در مال خودش ندارد و بدون اذن شوهر نمی‌تواند مال خود را صدقه دهد یا بکسی ببخشد یا نذری کند مگر در مسئله حج و زکات یا احسان و کمک مالی به پدر و مادر و خویشاوندان نزدیک و تفصیل همه اینها موکول است به محل خودش» از تکالیف شوهر نسبت به زن نیز به «او را سیر کند و بپوشاند، و اگر نادانی کرد او را ببخشد و روی ترش نکند..» اشاره می‌کند. وی از مصادیق نشوز زن نیز به؛ خود را در اختیار او قرار ندهد و چیزهای نفرت آوری که منافات با تمتع و التذاد شوهر از زن دارد را از خود دور نسازد، آرایش و تنظیف را در صورت درخواست شوهر، ترک کند و از خانه بدون اجازه شوهر بیرون برود… اشاره می‌کند، اما ترک کارهائی که از نظر شرعی به عهدهٔ او نیست مانند جارو کردن خانه و خیاطی یا طبخ غذا و امثال اینها و حتی آب دادن به دست شوهر و رختخواب نینداختن، نشوز نیست. شهید اول در لمعه نشانه‌های نشوز را ترشرویی به شوهر، سستی در برآوردن نیازهای او و تغییر در رفتارهای او ذکر می‌کند.

## پیامدهای نشوز زن
در صورت عدم تمکین زن و بروز نشوز، زن حق خود را در دریافت نفقه از دست می‌دهد. همچنین حق قسم او از میان می‌رود و مرد می‌تواند از مضاجعه (هم‌خوابی) با او خودداری کند، یا او را تنبیه کند. همه صاحب نظران مسلمان تنبیه زن را در حدی جایز می‌دانند که هیچ گونه آسیبی مانند جراحت، سیاهی، کبودی و حتی قرمزی به بدن او وارد نشود به گفتهٔ صاحب شرائع علامه حلی، مرد در صوریتکه نشوز از حالت ظهور به فعلیت رسیده باشد و از مراحل پند و دوری کردن از بستر گذشته باشد و نشوز دیگر فعلیت یافته باشد از برای مرد جایز است به زدن او، هر چند در اول دفعه باشد و اکتفا می‌کند بان قدری که امید برگشتن او دارد، مادامی که آن زدن بخون نیندازد بدن او را، و تغییر ندهد رنگ او را

مترجم در ترجمه کتاب می‌گوید :لیکن فقهاء اختلاف نموده‌اند که این سه امر که در آیه محمول می‌باشد بر تخبیر، یاجمع یا ترتیب از سبکتر بسنگین تر؛ و بر هر تقیدیر این تأدیب، ایا با تحقق و فعلیت نشوز است، یا باظهور امارت و علامتش پیش از وقوعش یا بر هر دو؟

اما علامه حلی خود باز در کتاب مختصر نافع اعتبار نموده است در این سه امر را به ترتیب و ذکر ننموده است فعلیت ان را، و قرار داده است این سه امر را به ترتیب، یعنی: باید اولی را به عمل آورد، اگر نفع نبخشید دویم، و اگر نفع نبخشد سویم؛ و با توجه به آیه و از کلمه واو، بر جمع فی الجمله، یعنی: باید که این سه به عمل آید که به ترتیب بوده باشد، نظر بانکه فی الحقیقت حکم نشوز از افراد نهی از منکر می‌باشد، پس باید که حکم تدریج در ان نیز مراعات شود، چنانچه در نهی از منکر.
و مورد قبول عامه مجتهیدن برخورد در وهله ظهور یا فعلیت در اول نمی‌باشد. مثلاً آیت الله خمینی در تحریرالوسیله می‌نویسد که شوهر باید ابتدا او را موعظه کرده، سپس قهر کرده و در رختخواب به او پشت کند، آن‌گاه رختخوابش را جدا کند و در نهایت او را کتک بزند در زدن او باید به مقداری که احتمال تأثیر بدهد اکتفاء کند (و زائد بر آن مقداری که غرض ‍ حاصل می‌شود جائز نیست و اگر به آن مقدار غرض حاصل نشد) اندک‌اندک کتک را شدیدتر کند البته تا جائی‌که او را خون‌آلود نسازد بلکه تا جائی که بدنش کبود نشود یا سرخ نشود. باید این رفتار فقط به نیت اصلاح باشد نه مقصد داغ دل گرفتن و انتقام از او، و اگر در اثر کتک جنایتی بر بدن زن وارد شده باشد شوهر بایستی دیه آنرا بپردازد. در شرح لمعه نیز همین مراحل برای برخورد با زن ناشزه پیش‌بینی شده‌است.
و باز در ترجمه فارسی کتاب شرایع الااسلام مترجم می‌گوید: مراد از وعظ که مقدم بر هجر است، ان است که بترساند زن را از خداوند و عذاب و نکالش، و ذکر نماید از برای او آنچه وارد شده است از اخبار معصومین، صلوات الله علیهم اجمعین، در باب حقوق زوج بر زوجه و بیان نماید مفاسد نشوز، و مترجم می‌گوید مراد از زدن که بعد از هجر است، اسنت که بزند او را از روی تأدیب، چناچه که زده می‌شود کودکان و نابید شدت داشته باشد و نه به جراحت یا حتی به خون برسد و بعضی از فقها گفته‌اند نباید مواضع مخفوفه را زد و نباید ضرب حالت پی در پی داشته باشد و باید به قصد اصلاح باشد نه تشفی قلب و انتقام کشیدن پس تنبیه نماد واکنش عاطفی منفی و شدید مرد به رفتار زن است. ابن‌عباس گفته است: این زدن باید شدید نباشد و به گوشت و استخوان آسیب نرساند:
 از آیه نشوز سازگارتر به نظر می‌رسد چون معمولاً شرط کرده‌اند تنبیه بدنی، آسیب و جراحت بدنی به زن وارد نکند. بی تردید چنین برخوردی را نمی‌توان تنبیه بدنی شمرد، زیرا آزار جسمی عمیقی ایجاد نمی‌کند. با توجه به تفسیر اولیای دین اسلام، مقصود قرآن از ضرب که برای نشوز استنباط می‌کنند تبیه بدنی به معناط مصطلح امروزی نیست. بلکه تنبیه ویژه‌ای است که بیشتر تأثیر روانی و عاطفی می‌گذارد، نه آسیب جسمی و بدنی و نوعی ضربه عاطفی به زن است که شدتش از دوری کردن در بستر، کمی بیشتر است.
در نظام حقوقی ایران شوهر حق دارد در صورت نشوز زن به دادگاه خانواده مراجعه و از دادگاه در خواست صدور «گواهی الزام به تمکین» کند. هرچند این عمل مورد انتقاد واقع شده چون اجبار به تمکین و جلوگیری از نشوز کاری نیست که نیروی قضایی و امنیتی توان اجرای آن را داشته باشند. حکم دادگاه و نیروی پلیس توانایی هم‌بستر کردن زن با شوهرش را ندارند و جسورانه‌ترین کاری که یک مأمور می‌تواند انجام دهد انتقال اجباری زن به خانهٔ شوهر است. اما برای نگهداشتن او در خانه و اجبار او به اطاعت و خوش‌رویی با همسر دادگستری ابزاری ندارد.

## امکان عدم تمکین زن
مشهور فقهای شیعه معتقدند که تمکین زن مطلق است و مشروط به رعایت وظایف از سوی مرد نیست. پس زن در هر حال باید وظایف خود را انجام دهد حتی اگر مرد وظایفش را به انجام نرساند. در این مورد به روایت ابوبصیر از جعفر صادق، که در اصول کافی کلینی نقل شده، استناد کرده‌اند. در این روایت آمده:
«زنی نزد رسول خدا آمد و پرسید: حق شوهر بر زن چیست؟ فرمود: خواسته او را برآورد ولو بر پشت شتر باشد، شبی را به صبح نرساند در حالی که شوهر بر او خشم دارد. گفت: گرچه شوهر ستمگر باشد؟ فرمود: بلی!

توضیح اضافه شده:: و البته که هر روایتی اعتبار لازم برای نقل را ندارد.  »
البته این روایت با روایت دیگری که سفیان بن عیینه از جعفر صادق نقل کرده، و آن هم در اصول کافی نوشته شده، در تضاد است که آمده «و مرد هنگامی که به اهل و عیال نفقه ندهد، حق امر و نهی ندارد.» البته خوانساری در جامع‌المدارک نوشته که روایت سفیان بن عیینه از نظر سند مشکل دارد. موضوع نشوز شوهر اولین بار در جواهرالکلام اثر محمدحسن نجفی بسط داده شده و به نظر می‌رسد که هیچ‌یک از فقهای امامیه نظری خلاف این نگفته باشند. در جواهرالکلام آمده:
اگر نشوز شوهر آشکار گشت بدین‌سان که حقوق واجب زن را از قبیل: قسم، نفقه و… ادا نکرد، زن حق مطالبه دارد و می‌تواند شوهر را موعظه کند. اگر شوهر اجابت نکرد، نزد حاکم از وی شکایت کند و حاکم وی را به ادای حقوق الزام می‌کند. زن نمی‌تواند با شوهر قهر کند یا او را کتک زند. بسیاری از فقیهان به این مطلب تصریح کرده و آن را امری مسلم دانسته‌اند. گرچه امید باشد با قهر یا کتک شوهر از نشوز دست بردارد. زیرا کتک‌زدن و قهرکردن به اذن شرعی منوط است و شارع اذن نداده‌است بلکه آیات سوره نساء و تحریم دلالت دارد که این دو لایق مردان است. این مطلب قابل قبول است گرچه با اطلاق ادله امر به معروف و نهی از منکر منافات دارد. زیرا می‌توان گفت از اطلاق آن ادله در اینجا صرف نظر می‌شود
البته قطعاً زن می‌تواند در صورت عدم اجرای وظایف از سوی مرد الزام او را از حاکم بخواهد ولی حق مقابله به مثل ندارد.
همچنین اگر زن مانع مشروع و عذر موجهی برای عدم تمکین داشته باشد می‌تواند از شوهرش تمکین نکند. برای مثال در مادهٔ ۱۱۲۷ قانون مدنی آمده که اگر شوهر بعد از عقد مبتلا به یک بیماری مقاربتی شود زن حق دارد از نزدیکی با او خودداری کند.
در قوانین ایران نیز پذیرفته شده که زن در صورت عدم پرداخت نفقه می‌تواند به دادگاه مراجعه و الزام شوهر به پرداخت نفقه را بخواهد و اگر شوهر حاضر به پرداخت نفقه نباشد یا ناتوان از پرداخت باشد می‌تواند از دادگاه درخواست اجبار او را به طلاق کند. البته به جز نفقه تکالیف دیگر شوهر مانند حسن معاشرت، تشیید مبانی خانواده، حق قسم و نزدیکی اصولاً از نوعی نیستند که دادگاه بتواند شوهر را به آن‌ها مجبور کند، پس زن تنها می‌تواند برای الزام شوهر به طلاق اقدام کند.

### حق حبس
تنها زمانی که زن می‌تواند از تمکین مرد خودداری کند زمانیست که مرد از پرداخت مهریه خودداری کند. این حق که نوعی «حق حبس» معروف به «حق امتناع زوجه» است بنا به نظر مشهور تا قبل از زفاف یا اولین آمیزش جنسی است. البته شیخ مفید و شیخ طوسی معتقد بوده‌اند که پس از زفاف نیز زن این حق را دارد ولی نظر مشهور سقوط حق حبس بعد از یک بار تمکین است. مادهٔ ۱۰۸۵ قانون مدنی در این مورد گفته‌است: «زن می‌تواند تا مهر به او تسلیم نشده از ایفاء وظایفی که در مقابل شوهر دارد امتناع کند مشروط بر اینکه مهر او حال باشد و این امتناع مسقط حق نفقه نخواهد بود».